# Gabriel Liquier
 (avril 2025).
Pour les articles homonymes, voir Liquier.
Gabriel Liquier naquit le 25 mars 1825 à Anduze (Gard) ; il mourut le 21 août 1887 à Paris, dans le 18e arrondissement.

## Biographie
Il fut d'abord un étudiant en théologie protestante, à Genève, à Strasbourg & à Montpellier ; il devint pasteur dans l'Ardèche, de 1871 à 1875, année où il démissionna pour devenir écrivain, critique musical, compositeur et dessinateur ; il publiait alors sous son nom d'état civil. Il s'adonna aussi au dessin comique et à la caricature et collabora avec des revues telles que L'Éclipse, sous l'alias de Trick, puis de Trock, à partir de 1880

## Publications

### Articles
- L’apologétique de Tertullien. 1870, 32 pages
- « Le musée du Conservatoire », dans L'Art: revue hebdomadaire illustrée, Paris & Londres chez A. Ballue, 1877, pp. 121-127, avec des dessins de l'auteur.
- « Je dis tout », dans la Revue politique et littéraire, n° 16, 1er semestre 1885
- « Un peintre musicien : Gainsborough », dans : Le Ménestrel, Paris, 1886, pp. 59-60

### Pièces de théâtre
- La peau de l'archonte : comédie en 1 acte et en vers, 1880
- Un esclandre, monologue en vers, dit par Félix Galipaux, du Palais-Royal, Paris : chez L. Michaud , 1881
- Les Femmes étranges : Hermine, Paris : chez M. Dreyfous, 1882
- « Un amour électrique, comédie en un acte », dans Théâtre de campagne,  huitième série, Paris : chez Paul Ollendorf, 1882, pp. 14-36
- Mon futur, monologue en vers, dit par Mademoiselle Bergé du Palais Royal, Paris : Librairie théâtrale L. Michaud, 1883 (le dessin de couverture est signé Trock.)
- Le trac d'un gendre : monologue en vers dit par Colombey, du Vaudeville, Paris : Librairie théâtrale L. Michaud, 2e éd. 1883 (le dessin de couverture est signé Trock.)
- Le mariage d'Éliane, réédition Paris: Librairie Gedalge & Cie, s.d. (1911)  (illustrations de H. Thiriet)

### Illustrations
- Il illustra, en suivant les indications de l'auteur, l'ouvrage d’Édouard Marcet, Australie : Un voyage à travers le Bush, Genève : chez Jules-Guillaume Fick, 1868

### Caricatures

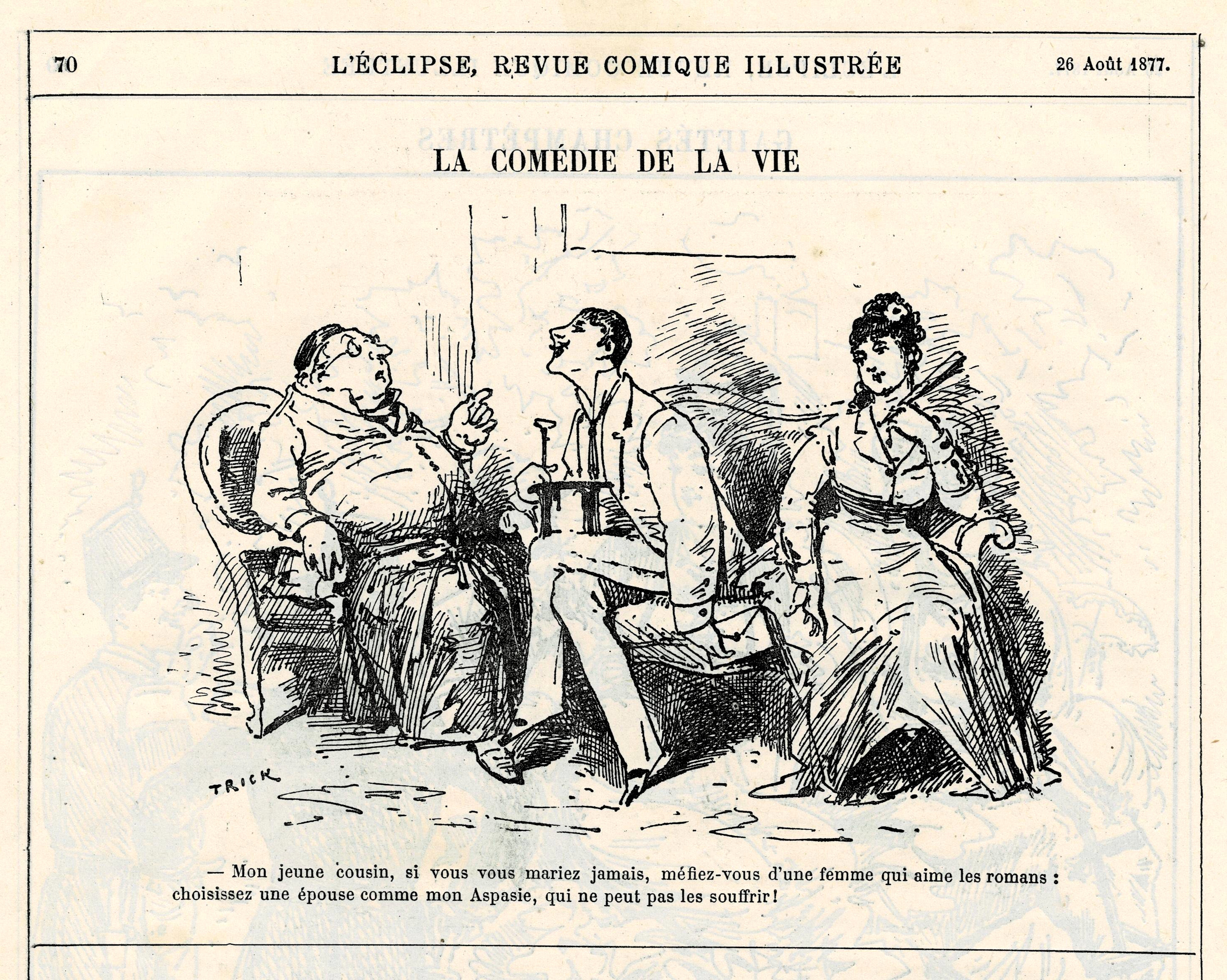
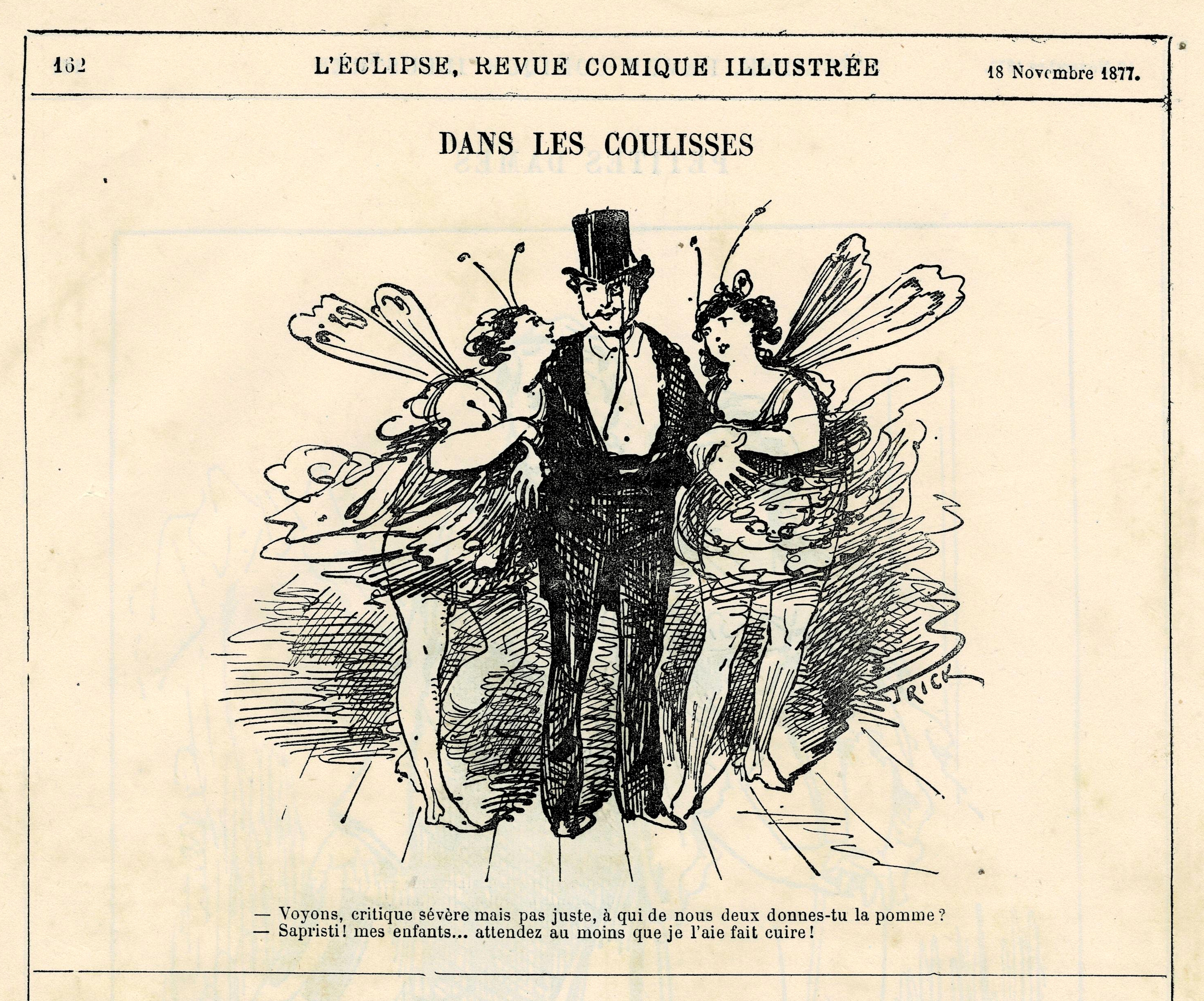
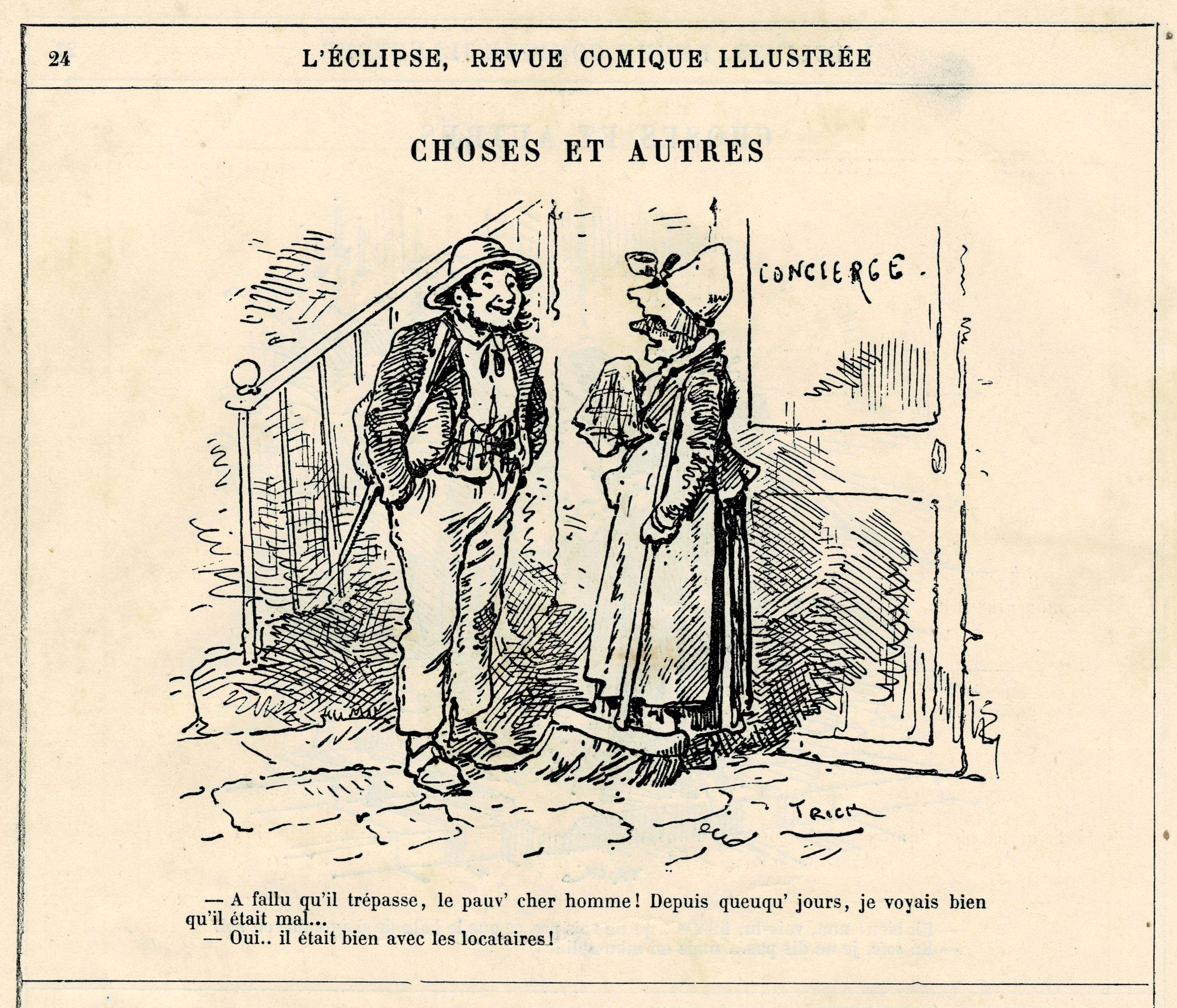
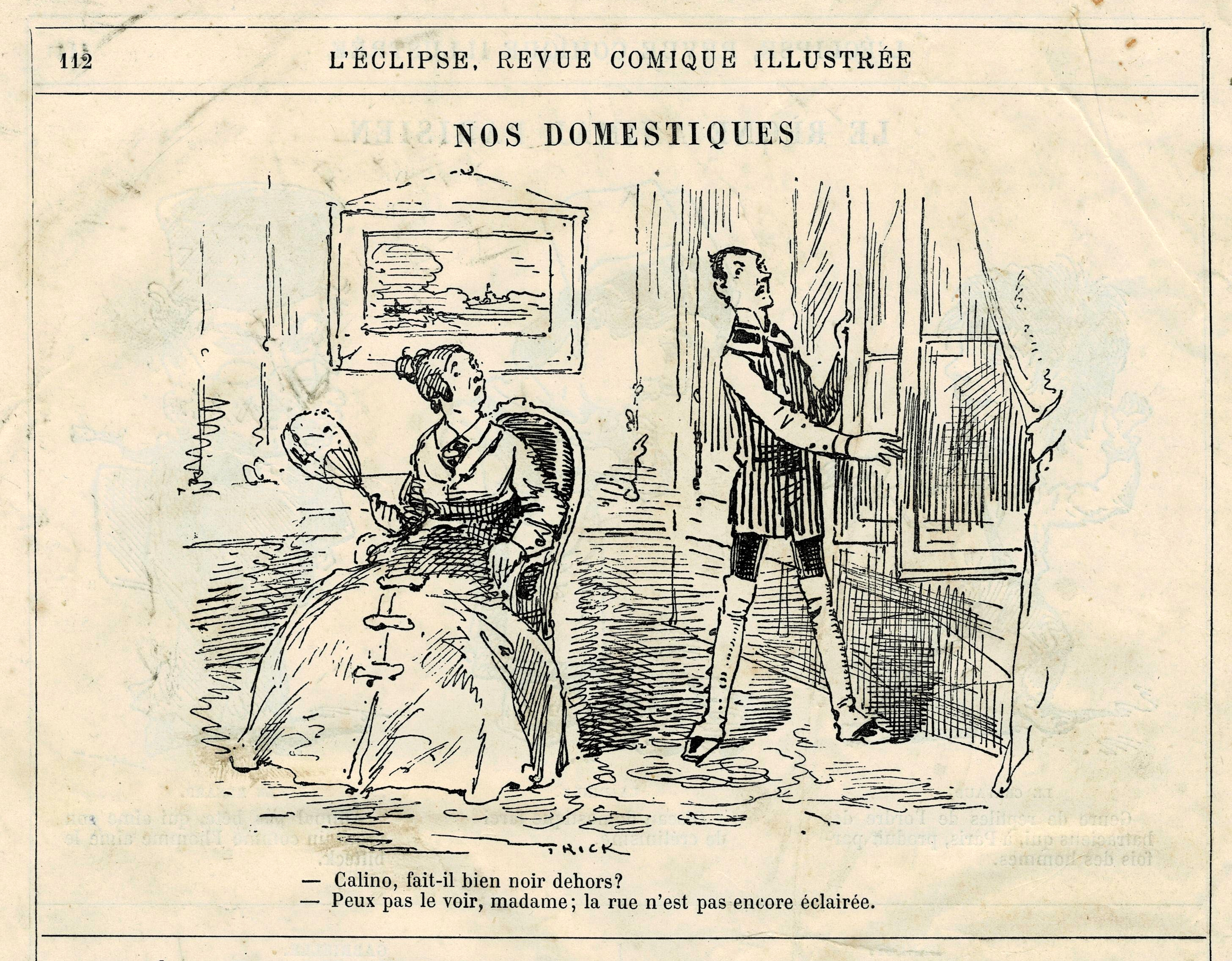